# Barker Heide

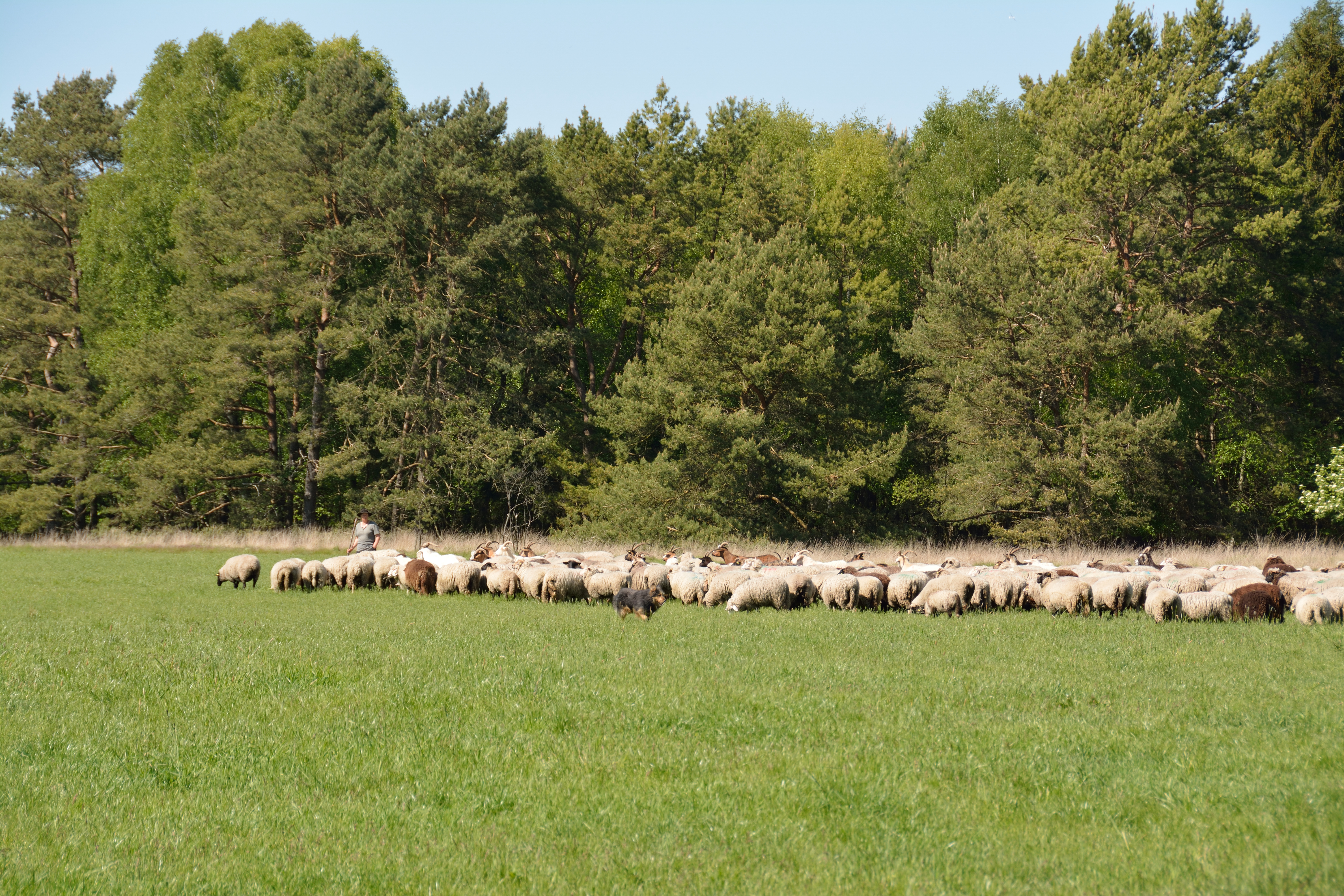
Schafherde auf einer Grünlandfläche im NSG Barker Heide

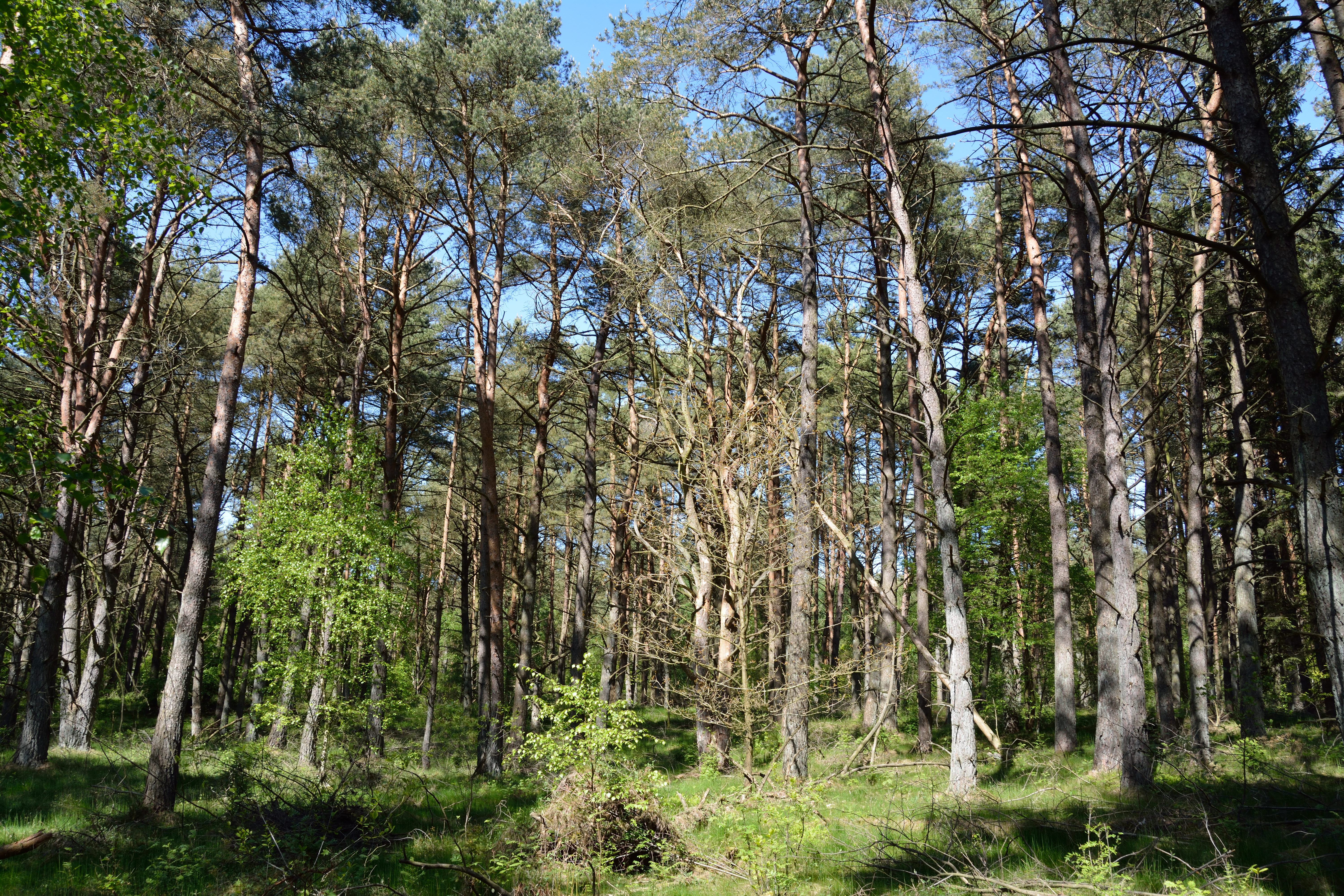
Kiefernbestand im NSG

Die Barker Heide ist ein Naturschutzgebiet in Schleswig-Holstein. Es befindet sich im Kreis Segeberg im Gebiet der Gemeinden Bark, Hartenholm und Todesfelde. Das Naturschutzgebiet grenzt an den Segeberger Forst. Dieses ehemalige Heidegebiet ist heute weitgehend aufgeforstet. Die Barker Heide ist eine der wenigen Schwerpunkte des Heideschutzes in Schleswig-Holstein und repräsentiert einen der in diesem Bundesland am stärksten bedrohten Lebensräume.
41 Hektar der Barker Heide wurden bereits 1938 unter Schutz gestellt. 2003 wurde das Naturschutzgebiet auf 682 Hektar erweitert. Geschützt wird eine Dünenlandschaft sowie baumfreie Heide- und Moorlandschaft mit naturnahem Wasserhaushalt. Im Naturschutzgebiet finden sich auch Eichen-Birkenwälder sowie Extensiv-Grünland. Vorhanden sind auch noch Moorrestflächen und Sand- und Feuchtheiden. Anstrengungen werden unternommen, um die zwischenzeitlich völlig vergrasten Sandheiden wieder zurückzuentwickeln. Dies geschieht durch Plaggen sowie eine extensive Beweidung mit Schafen.

## Flora
Zu den besonderen Pflanzenarten des Naturschutzgebietes zählen Englischer Ginster, Behaarter Ginster, Lungenenzian, Sonnentau, Sumpf-Bärlapp, Rosmarinheide und Moorlilie.

## Fauna
Die offenen Grünland- und Heidezonen des Naturschutzgebietes werden von einer Reihe von Wiesenvögeln genutzt, die in Deutschland auf der Roten Liste stehen. Dazu gehören Brachvogel, Bekassine und Kiebitz. Hier brütet außerdem die mittlerweile sehr seltene Heidelerche.

## Belege